# Kleine Schmetterlingsfledermaus
Die Kleine Schmetterlingsfledermaus (Glauconycteris beatrix) ist ein im westlichen und zentralen Afrika verbreitetes Fledertier in der Gattung der Schmetterlingsfledermäuse. Zeitweilig wurde die Gefleckte Schmetterlingsfledermaus (Glauconycteris humeralis) in diese Art eingeordnet. Einzelne Zoologen merken an, dass die Abgrenzung zur Abo-Schmetterlingsfledermaus (Glauconycteris poensis) weiter verdeutlicht werden sollte.

## Merkmale
Diese kleine Fledermaus ist mit Schwanz 82 bis 99 mm lang, die Schwanzlänge beträgt 35 bis 59 mm und das Gewicht liegt bei 4 bis 7 g. Es kommen 35,5 bis 41,5 mm lange Unterarme und Ohren von 7 bis 12 mm Länge vor. Oberseits sind die Haare dunkel an der Wurzel, etwas heller braun in der Mitte und gelbbraun an den Spitzen, was ein dunkelbraunes Aussehen erzeugt. Bei manchen Haaren ist die helle Spitze länger, so dass heller Flecken auftreten. Die Unterseite ist wenig heller. Typisch für den Kopf sind kleine abgerundete Ohren von hellbrauner Farbe mit einem geraden Tragus, der spitz endet. Auf den mittelbraunen Flughäuten sind keine Flecken vorhanden. Bis auf die Geschlechtsorgane sind Männchen und Weibchen äußerlich gleich. Die 32 Zähne verteilen sich nach der Zahnformel I 2/3, C 1/1, P 1/2, M 3/3. Der diploide Chromosomensatz besteht aus 22 Chromosomen (2n=22).
Verglichen mit der Genetzten Schmetterlingsfledermaus ist der Schnauzenteil des Schädels (Rostrum) kürzer. Die Silberne Schmetterlingsfledermaus (Glauconycteris argentata) und Currys Schmetterlingsfledermaus sind allgemein heller. Ein Aalstrich, wie bei der Gestreiften Schmetterlingsfledermaus, ist nicht vorhanden.

## Verbreitung und Lebensweise
Die Kleine Schmetterlingsfledermaus hat eine Population in der südlichen Elfenbeinküste und in angrenzenden Regionen Ghanas sowie eine weitere vom südöstlichen Nigeria bis zur Demokratischen Republik Kongo und in den Norden von Angola. Sie lebt auch auf Bioko. Funde sind nur aus dem Flachland dokumentiert. Soweit bekannt lebt die Art in tropischen feuchten Wäldern. Selten werden Plantagen besucht.
Vermutlich liegt das Tagesversteck in Baumhöhlen oder im dichten Blattwerk. Diese Fledermaus und ihre nächsten Verwandten beginnen ihre Ausflüge über die Kronen der Bäume etwa 4 Uhr nachmittags, womit sie leicht für Schwalben gehalten werden können. Andere Angaben zum Verhalten fehlen.

## Gefährdung
Die Umwandlung der Wälder in Ackerland und andere Flächen wirkt sich sicherlich auch auf diese Art aus. Die Gesamtpopulation und das Verbreitungsgebiet sind schätzungsweise groß. Die IUCN listet die Kleine Schmetterlingsfledermaus deshalb als nicht gefährdet (least concern).